# Rian Johnson
Rian Craig Johnson (Maryland, 17 de desembre de 1973) és un escriptor, productor i director de cinema estatunidenc. Va guanyar el Premi Especial del Jurat per Originalitat de Visió en el Festival de Cinema de Sundance de 2005 amb el seu llargmetratge de debut, Brick.
Johnson va escriure i va dirigir The Brothers Bloom (2008) i Looper (2012), així com tres episodis de la sèrie d'AMC Breaking Bad (Fly, Fifty-One i Ozymandias). El març de 2015 es va informar que Johnson escriuria i dirigiria l'episodi VIII de la saga Star Wars, titulat Star Wars: Els últims Jedi.

## Inicis
Johnson va néixer a Maryland. Va ser criat en Sant Clement, Califòrnia, i atès a l'Institut Sant Clement, on es va rodar la major part de Brick. Després va atendre a la Universitat de Califòrnia Del sud i es va graduar a l'Escola USC d'Arts Cinemàtiques en 1996. El primer curtmetratge de Johnson, Evil Demon Golfball from Hell!!!, el qual està lliurement basat en El cor delator d'Edgar Allan Poe va ser inclòs com un ou de Pasqua en el blu-ray de Looper.

## Carrera
La carrera en cinema de Johnson, segons Robert K. Elder, autor de The Film That Changed My Life, va anar en gran part inspirada per Annie Hall, una pel·lícula que "va trencar tantes regles en termes de narrativa de cinema". Segons ell: "em va commoure d'una manera que molt poques pel·lícules han fet. Allò és alguna cosa que, prec a Déu, si sóc capaç de seguir fent pel·lícules, puc només esperar que d'aquí a vint anys, potser és capaç d'aconseguir."
La pel·lícula amb la qual va debutar, realitzada amb menys de 500.000 dòlars, va ser Brick, un drama criminal. Johnson ha dit sovint que es va inspirar en les novel·les de Dashiell Hammett per a l'ús únic del llenguatge en la pel·lícula. Mentre la pel·lícula està classificada com a pel·lícula noir, Johnson reclama que cap referència va estar feta per filmar un noir durant la producció, amb l'objectiu de centrar la producció lluny de reproduir una peça de gènere. Brick va ser llançada en DVD per Focus Features.
Johnson va dirigir el videoclip per a la cançó de The Mountain Goats "Woke Up New" en 2006. És un seguidor de la banda i va ser preguntat per dirigir el vídeo quan el líder de la banda John Darnielle va reconèixer una referència a ells en els crèdits de Brick. Una cançó està acreditada a "The Hospital Bombers Experience", la qual és una referència a la cançó de Mountain Goats titulada "The Best Ever Death Metall Band in Denton". Johnson també va dirigir una pel·lícula en directe amb Mountain Goats per al seu àlbum de 2009 The Life of the World to Come. La pel·lícula consta d'un solo pla, mostrant a Darnielle tocant l'àlbum sencer amb guitarra i un piano, amb acompanyament mínim. Aquesta pel·lícula va ser mostrada a Nova York, Chicago, Seattle, i Portland a la seva conclusió, i va ser publicada en DVD, en una edició limitada en l'esdeveniment anual Record Store Day (el 17 d'abril de 2010).

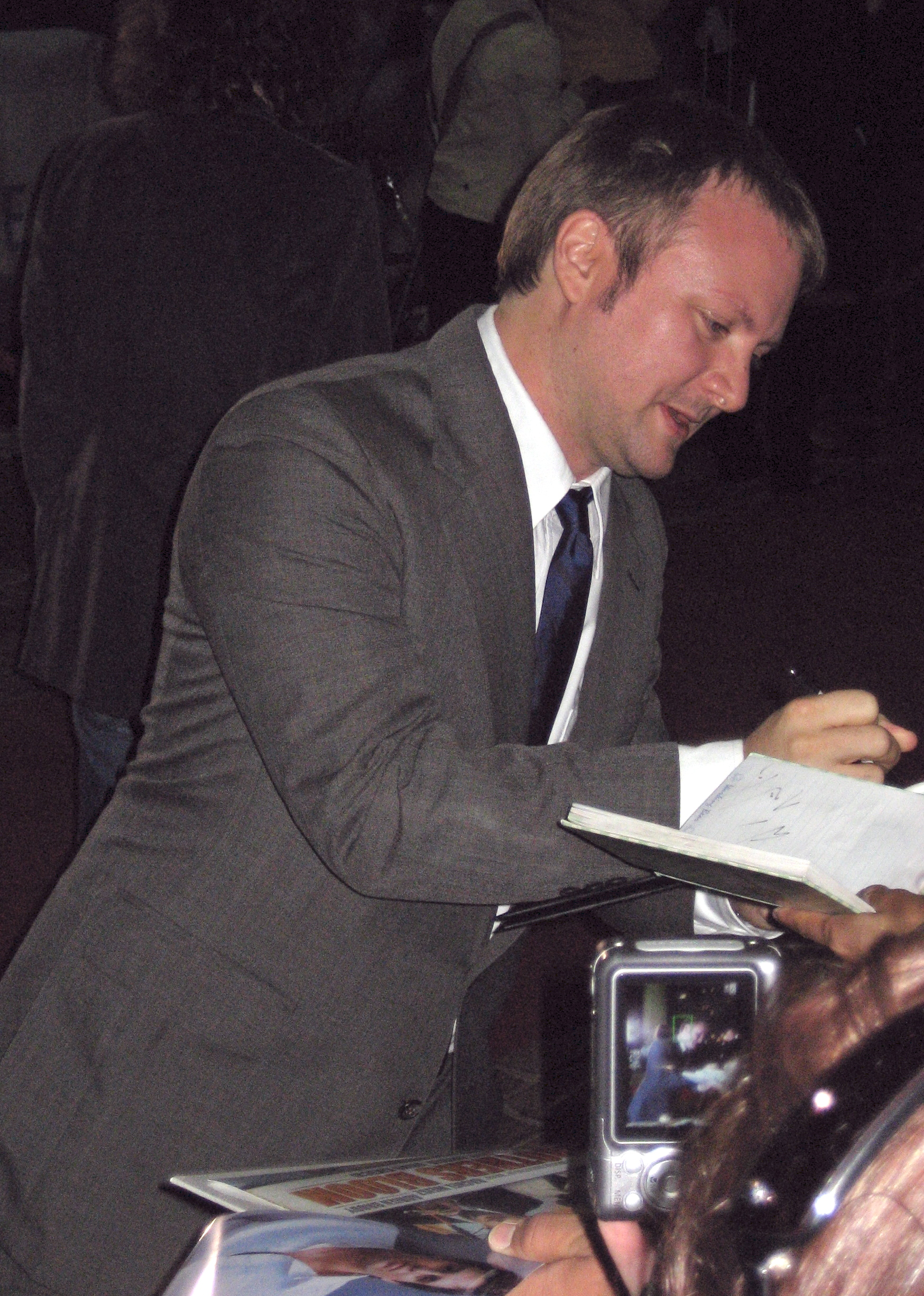
Rian Johnson signant autògrafs en la premiï re de The Brothers Bloom.

La tercera pel·lícula de Johnson, Looper, va començar a rodar-se a Louisiana, el 24 de gener de 2011 i va ser estrenada el 28 de 2012 per TriStar Pictures i FilmDistrict. Ambientada en un futur proper i protagonitzada per Joseph Gordon-Levitt i Bruce Willis, va ser descrita com a ciència-ficció fosca, que tracta sobre matones les víctimes del qual són enviades des del futur. La pel·lícula va obrir el Festival Internacional de cinema de Toronto 2012 i el Festival Internacional de cinema de Pal Alt 2012. Looper va ser un inesperat èxit de taquilla.
Johnson ha fet diversos curtmetratges, alguns dels quals estan disponibles en el seu lloc web. El seu curtmetratge de la seva època d'institut titulat Ninja Ko està disponible com un ou de Pasqua en el DVD de Brick. El DVD de The Brothers Bloom conté un curt mut, en la línia dels treballs de Buster Keaton, que Johnson va realitzar a la universitat. Després de treballar amb Joseph Gordon-Levitt en Brick, tots dos van rodar un curt a París titulat Escargots. En 2002, dirigeix el curtmetratge The Psychology of Dream Analysis, el qual està disponible en el seu compte de Vimeo.
Johnson va dirigir l'episodi "Manifest Destiny" de la sèrie de televisió Terriers.
El març de 2010, Johnson va anunciar en el seu lloc web que dirigiria un episodi de la sèrie de televisió Breaking Bad per a la seva tercera temporada. L'episodi, "Fly", va ser emès el 23 de maig de 2010. Aquesta va ser la seva primera experiència professional dirigint un guió que no havia escrit. Johnson més tard va dirigir un segon episodi de la sèrie, "Fifty-One", el qual es va emetre el 5 d'agost de 2012, i va ser guardonat amb un Premi del Gremi de Directors d'Amèrica. Dirigiria un tercer episodi de la sèrie, "Ozymandias", el qual ràpidament va ser considerat com un dels millors episodis televisius emesos.
El 12 de març de 2015, el propi Johnson va confirmar que escriuria i dirigiria el vuitè episodi de la saga Star Wars, el qual va començar a rodar-se al setembre de 2015, amb una data d'estrena planificada pel 26 de maig de 2017. A més, el 20 de juny de 2014, Johnson va acordar escriure un tractament de guió per Star Wars, episodi IX, que serà dirigit per J.J. Abrams. Més tard, el 24 d'abril de 2017, Johnson va dir que aquesta informació no estava actualitzada i que ell no estaria involucrat en l'episodi IX.

## Vida personal
Johnson és també un cantant de folk i banjoísta, i algunes de les seves cançons poden ser trobats en el seu lloc web. El seu germà és el productor de música Aaron Johnson. El seu cosí, Nathan Johnson, va compondre la banda sonora per Brick, The Brothers Bloom i Looper. Johnson i Nathan tenen un duo de folk anomenat The Preservis. Altres cosins, incloent Zachary i Marke Johnson, ha estat implicats en disseny i treballs d'il·lustració per a les pel·lícules de Johnson.

## Filmografia

### Pel·lícules
| Any  | Projecte                                                             | Director | Productor | Guionista | Editor | Actor | Notes                               | Critica |
| ---- | -------------------------------------------------------------------- | -------- | --------- | --------- | ------ | ----- | ----------------------------------- | ------- |
| 1996 | Evil Demon Golfball from Hell!!!                                     | Yes      | Yes       | Yes       | No     | No    | Curtmetratge                        | ?       |
| 2005 | Brick                                                                | Yes      | No        | Yes       | Yes    | No    | 80 %                                |         |
| 2008 | The Brothers Bloom                                                   | Yes      | No        | Yes       | No     | No    | 66 %                                |         |
| 2012 | Looper                                                               | Yes      | No        | Yes       | No     | No    | 93 %                                |         |
| 2016 | Rogue One: A Star Wars Story                                         | No       | No        | No        | No     | Yes   | Interpreta un Enginyer de l'imperi. | 85 %    |
| 2017 | Star Wars: Els últims Jedi (Star Wars: Episode VIII - The Last Jedi) | Yes      | No        | Yes       | No     | No    | 93 %                                |         |
| 2019 | Knives Out                                                           | Yes      | Yes       | Yes       | No     | No    |                                     |         |

### Televisió
| Any       | Títol           | Rol      | Notes                                      |
| --------- | --------------- | -------- | ------------------------------------------ |
| 2009      | Terriers        | Director | Episodi: "Manifest Destiny"                |
| 2010–2013 | Breaking Bad    | Director | Episodis: "Fly", "Fifty-One", "Ozymandias" |
| 2015      | BoJack Horseman | Bryan    | Veu episodis: "Yes, And", "Out to Sea"     |